# Zach Edey
Pour les articles homonymes, voir Edey.
Zachry Cheyne Edey, né le 14 mai 2002 à Toronto dans l'Ontario (Canada), est un joueur international canadien de basket-ball évoluant au poste de pivot.

## Biographie

### Carrière universitaire
Zach Edey débute son cursus universitaire avec les Boilermakers de Purdue en 2020. Il remporte deux fois de suite le titre de meilleur joueur universitaire en 2023 ainsi qu'en 2024, c'est lors de sa quatrième saison qu'il atteint la finale universitaire face aux tenants du titre, les Huskies du Connecticut, où il inscrit 37 points et prend 10 rebonds malgré la défaite.

### Carrière professionnelle

#### Grizzlies de Memphis (depuis 2024)
Il est choisi en 9e position par les Grizzlies de Memphis lors de la draft.

### Sélection nationale
Il dispute la Coupe du monde 2023 avec le Canada et remporte la médaille de bronze.

## Palmarès et distinctions personnelles

### NBA
- NBA All-Rookie First Team (2025)

### Universitaires
- 2× Meilleur joueur universitaire en 2023 et 2024
- 2× Pete Newell Big Man Award en 2023 et 2024
- 2× Kareem Abdul-Jabbar Award en 2023 et 2024
- Lute Olson Award en 2024
- 2× Consensus first-team All-American en 2023 et 2024
- Meilleur marqueur de la saison en 2024
- 2× Big Ten Player of the Year en 2023 et 2024
- 2× First-team All-Big Ten en 2023 et 2024
- Second-team All-Big Ten en 2022
- 2× Big Ten All-Defensive Team en 2023 et 2024
- Big Ten All-Freshman Team en 2021
- Big Ten tournament MVP en 2023

### Sélection nationale
- Troisième à la Coupe du monde 2023

## Statistiques

### Universitaires
| Saison    | Équipe   | Matchs | Titul. | Min./m | % Tir | % 3pts | % LF | Rbds/m. | Pass/m. | Int/m. | Ctr/m. | Pts/m. |
| --------- | -------- | ------ | ------ | ------ | ----- | ------ | ---- | ------- | ------- | ------ | ------ | ------ |
| 2020-2021 | Purdue   | 28     | 2      | 14,7   | 59,7  | –      | 71,4 | 4,40    | 0,40    | 0,10   | 1,10   | 8,70   |
| 2021-2022 | Purdue   | 37     | 33     | 19,0   | 64,8  | –      | 64,9 | 7,70    | 1,20    | 0,20   | 1,20   | 14,40  |
| 2022-2023 | Purdue   | 34     | 34     | 31,7   | 60,7  | –      | 73,4 | 12,90   | 1,50    | 0,20   | 2,10   | 22,30  |
| 2023-2024 | Purdue   | 39     | 39     | 32,0   | 62,3  | 50,0   | 71,1 | 12,20   | 2,00    | 0,30   | 2,20   | 25,20  |
| Carrière  | Carrière | 138    | 108    | 24,9   | 62,1  | 50,0   | 70,6 | 9,60    | 1,30    | 0,20   | 1,70   | 18,20  |

### Professionnelles

#### Saison régulière
| Saison    | Équipe   | Matchs | Titul. | Min./m | % Tir | % 3pts | % LF | Rbds/m. | Pass/m. | Int/m. | Ctr/m. | Pts/m. |
| --------- | -------- | ------ | ------ | ------ | ----- | ------ | ---- | ------- | ------- | ------ | ------ | ------ |
| 2024-2025 | Memphis  | 66     | 55     | 21,5   | 58,0  | 34,6   | 70,9 | 8,30    | 1,00    | 0,50   | 1,30   | 9,20   |
| Carrière  | Carrière | 66     | 55     | 21,5   | 58,0  | 34,6   | 70,9 | 8,30    | 1,00    | 0,50   | 1,30   | 9,20   |

## Records sur une rencontre en NBA
Les records personnels de Zach Edey en NBA sont les suivants :
| Type de statistique        | Saison régulière | Saison régulière            | Saison régulière |
| Type de statistique        | Record           | Adversaire                  | Date             |
| -------------------------- | ---------------- | --------------------------- | ---------------- |
| Points                     | 25               | @ Nets de Brooklyn          | 4 novembre 2024  |
| Paniers marqués            | 11               | @ Nets de Brooklyn          | 4 novembre 2024  |
| Paniers tentés             | 15               | Raptors de Toronto          | 26 décembre 2024 |
| Paniers à 3 points réussis | 2                | @ Warriors de Golden State  | 15 novembre 2024 |
| Paniers à 3 points tentés  | 5                | Raptors de Toronto          | 26 décembre 2024 |
| Lancers francs réussis     | 11               | @ Nets de Brooklyn          | 4 novembre 2024  |
| Lancers francs tentés      | 15               | Raptors de Toronto          | 26 décembre 2024 |
| Rebonds offensifs          | 9                | Raptors de Toronto          | 26 décembre 2024 |
| Rebonds défensifs          | 14               | 2 fois                      | 2 fois           |
| Rebonds totaux             | 21               | @ Pistons de Détroit        | 5 avril 2025     |
| Passes décisives           | 6                | @ Pistons de Détroit        | 5 avril 2025     |
| Interceptions              | 4                | @ Trail Blazers de Portland | 10 novembre 2024 |
| Contres                    | 4                | @ Nets de Brooklyn          | 4 novembre 2024  |
| Balles perdues             | 6                | @ Trail Blazers de Portland | 10 novembre 2024 |
| Minutes jouées             | 29               | @ Nets de Brooklyn          | 4 novembre 2024  |

- Double-double : 11 (dont 1 en play-in)
- Triple-double : 0

Dernière mise à jour : 15 avril 2025